# Butte Street Junction
Butte Street Junction es un área no incorporada ubicada en el condado de Los Ángeles en el estado estadounidense de California.

## Geografía
Butte Street Junction se encuentra ubicada en las coordenadas 34°1′5″N 118°13′54″O / 34.01806, -118.23167.